# Каструм
Каструм (лат. Castrum, мн. ч. castra, уменьш. castellum) — распространённый во времена античности тип римского военного поселения, постоянный военный лагерь, аналог современных военных городков и военных баз.
В других источниках указано, что из всех народов в древности, лишь римляне имели обыкновение возводить полевые укрепления во время походов, их лагеря были или кратковременные (ночные) — mansiones, или долговременные — castra stativa, которые были укреплены сильнее походных. Благодаря каструмам Римская империя смогла утвердиться не только в прибрежном Средиземноморье, но и покорить ряд внутренних регионов (краёв, стран) Европы (Галлия, Дакия, Мёзия, Иберия, Паннония). На месте бывших каструмов возникли многие современные города Южной и Западной Европы.

## Характеристика
Место для устройства постоянного военного лагеря римляне обычно выбирали на возвышенности для стратегического обзора и обороны, обычно избегая, в отличие от германцев и славян, уязвимых равнинных участков и низменностей. Другим важным условием было наличие крупного пресного водоёма для водоснабжения и канализации. Питьевая вода бралась из колодцев или же подавалась акведуками с ещё более возвышенного места, иногда за несколько километров от каструма. Каструмы поначалу служили только как место дислокации римских легионов. Со временем солдаты вступали в контакты с женщинами местных племён (кельты, гето-даки, бессы, мёзы, иберы и других) из соседних деревень, чьи мужчины погибли в войнах с Римом. Смешанное потомство оседало по соседству с каструмом. Такие поселки могли называться канаба или vicus. Возникали новые гражданские и торговые кварталы. Даже если легион передислоцировался, на месте его всё равно оставался город (колония, муниципиум, вилла и так далее). Так начинался процесс романизации провинций. После выхода в отставку бывшие военные (ветераны) также селились недалеко от каструма на розданных им земельных участках.

## Планировка
Каструм имел типичную прямоугольную сетку улиц, на пересечении которых размещался форум — площадь для военных совещаний у шатра военачальника. Позднее на месте форума возникала плаза. Подобный же тип планировки городов использовался испанцами при колонизации Латинской Америки в XV—XIX веках.

## Этимология
Впоследствии, от латинского сastrum (лагерь) возникли французское слово шато (фр. сhâteau) — замок и английские слова castle (замок) и chester (устар.). Своё название от castellum (уменьш. от castrum) получили пол. kościół, чеш. kostel, сил. Kośćůł, словац. kostol в значении храм, церковь, а также испанское Кастилия (букв. «страна замков»).
Также в современной Британии существуют города Честер, Манчестер, Лестер, Эксетер, Ланкастер, Колчестер, Ньюкасл.
Посредством общеиндоевропейских корней родственным латинскому слову castrum является русское слово «костёр» (в значении стоянка, лагерь).